# 雅庫布·雅羅什
雅庫布·雅羅什（波蘭語：Jakub Jarosz；1987年2月10日—）是一位波蘭排球運動員。他也代表波蘭國家排球隊參賽。他代表波蘭參加了2011年世界杯的比賽並代表波蘭獲得銀牌。